# Studebaker Sky Hawk
Der Studebaker Sky Hawk war ein Hardtop-Coupé ohne B-Säulen, das von der Studebaker-Packard Corporation nur im Modelljahr 1956 hergestellt wurde. Der Sky Hawk war eigentlich Teil der Studebaker-President-Serie. Als eines von vier Modellen, die es in diesem Jahr gab, stand er zwischen dem Golden Hawk und dem Power Hawk, einem Coupé mit B-Säulen. Der Sky Hawk unterschied sich vom Golden Hawk durch weniger Chromzierrat und die fehlenden Heckflossen, auch die Innenausstattung war weniger luxuriös. Als Motor diente der 4,7 Liter-V8 des President mit 210 bhp (154 kW) als Standard oder mit 225 bhp (165 kW) gegen Aufpreis.
Der Grundpreis des Sky Hawk lag bei 2477 USD ohne Sonderausstattung. Insgesamt wurden 3050 Exemplare hergestellt. 1957 wurde das Modell aus dem Programm genommen.